# Sergey Nikolaev
Sergey Nikolaev, né le 5 février 1988 à Ijevsk, est un coureur cycliste russe.

## Palmarès sur route

### Par années
- 2011[1]
  - 3e du championnat de Russie de la montagne
- 2012
  - 1re étape de la Penza Stage Race (contre-la-montre)
  - Prologue du Mémorial Viktor Kapitonov
  - 3e étape du Friendship People North-Caucasus Stage Race
  - 2e du championnat d'Ukraine du critérium
  - 2e du Friendship People North-Caucasus Stage Race
- 2013
  - 2e étape du Tour de Slovaquie
  - Classement général du Mémorial Viktor Kapitonov
  - 3e étape du Tour des Fjords (contre-la-montre par équipes)
  - 4e étape du Friendship People North-Caucasus Stage Race
- 2014
  - Prologue des Cinq anneaux de Moscou
  - 2e et 3e étapes du Grand Prix Udmurtskaya Pravda
  - 3e du Tour de Serbie
- 2015
  - 1re étape de l'Istrian Spring Trophy
  - 1re étape du Grand Prix de Sotchi (contre-la-montre par équipes)
  - 1re étape du Grand Prix d'Adyguée (contre-la-montre par équipes)
  - Prologue des Cinq anneaux de Moscou
  - 2e du championnat de Russie du contre-la-montre
  - 2e de l'Istrian Spring Trophy
  - 2e du Grand Prix d'Adyguée
  - 3e de l'Umag Trophy
  - 3e du Tour de Kuban

### Classements mondiaux
| Année           | 2011 | 2012 | 2013 | 2014 | 2015 | 2016   | 2017   |
| --------------- | ---- | ---- | ---- | ---- | ---- | ------ | ------ |
| UCI Europe Tour | 734e | 708e | 411e | 175e | 43e  | 1 212e | 1 628e |

## Palmarès en VTT
- 2018
  -  Champion de Russie de cross-country marathon
- 2019
  - 2e du championnat de Russie de cross-country
- 2020
  - 3e du championnat de Russie de cross-country